# Oosterplas
Der Oosterplassee ist ein durch Ausbaggerung entstandener See in ’s-Hertogenbosch. Der See wurde im Jahre 1960 ausgehoben, um Sand für die Ortsteile Aawijk Nord und Süd zu gewinnen.
Am Oosterplassee spielte mehrere Male der Landesmeister HC ’s-Hertogenbosch.
Koordinaten: 51° 41′ 23″ N, 5° 20′ 31″ O